# La giacca stregata
La giacca stregata è un racconto scritto da Dino Buzzati e pubblicato nel 1968, nell'antologia La boutique del mistero.

## Trama
Il protagonista ad una festa fa la conoscenza di una persona che ha uno splendido vestito e gli chiede dove l'ha preso e gli consiglia un  sarto. Un giorno va da quest'ultimo che gli progetta un fantastico completo.
Non abituato ad usare la tasca destra, il protagonista un giorno si accorge di avere 10.000 lire in quella tasca. Rimessa la mano dentro ad essa, trova altre 10.000 lire. Tornato a casa continua a pescare banconote per tutta la notte fino all'ammontare di vari milioni di lire.
In preda al delirio, legge sul giornale che la sera precedente, un camioncino blindato è stato svaligiato da una banda di malviventi. Il protagonista si raggela quando vede l’ammontare della rapina: esattamente quanto ha estratto dalla sua magica tasca.
Da lì iniziano a sorgere i primi dubbi, poiché ogni volta che estrae soldi dalla giacca vede accadere una disgrazia. Decide quindi di sbarazzarsene bruciandola. Subito dopo una voce lo ammonisce dicendogli che è troppo tardi perché il male che ha indirettamente causato non può essere annullato.
Tornato a casa, scopre che tutti i suoi averi sono svaniti, mentre permangono gli effetti delle tragedie da lui provocate.

## Morale
La morale di questo testo è che non bisogna essere sopraffatti dalla sete di ricchezza e dall'avidità ma bisogna sempre agire con coscienza. 
Tutta la ricchezza che si ottiene facilmente e senza apparente motivo, viene a mancare a qualcun altro. Non importa se chi la ottiene non ha piena consapevolezza di come avviene questo processo e non ha personalmente nessuna volontà di danneggiare qualcun altro. Di fatto avviene un bilanciamento di ricchezze, e se si va ad indagare un po' approfonditamente, si può scoprire la connessione. Il racconto di Buzzati può essere letto anche come una critica all'iniqua distribuzione della ricchezza nel mondo. 